# Football Club Alashkert
El Football Club Alashkert (armeni: Ֆուտբոլային Ակումբ Ալաշկերտ), és un club armeni de futbol de la ciutat d'Erevan.

## Història

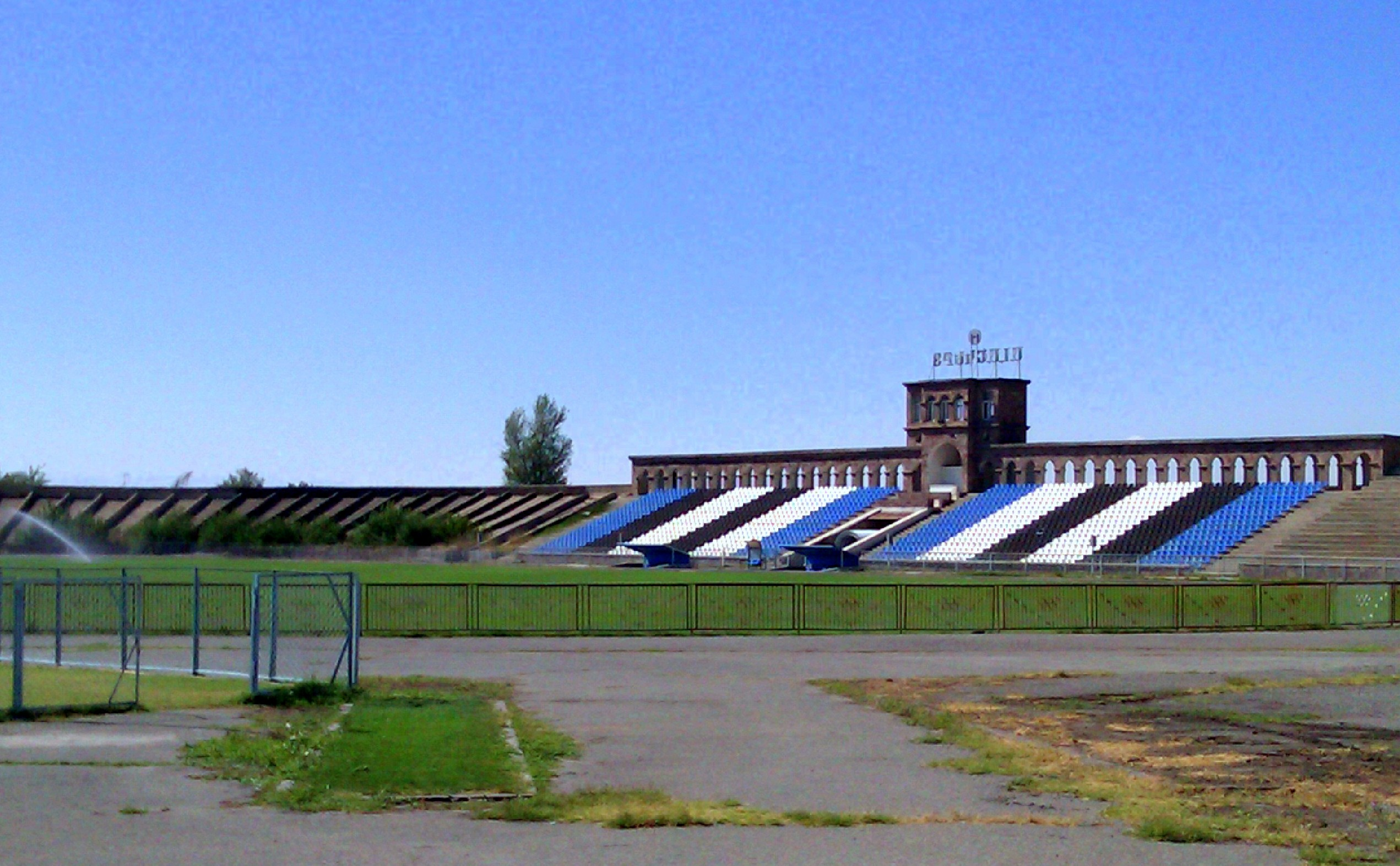
Estadi Alashkert.

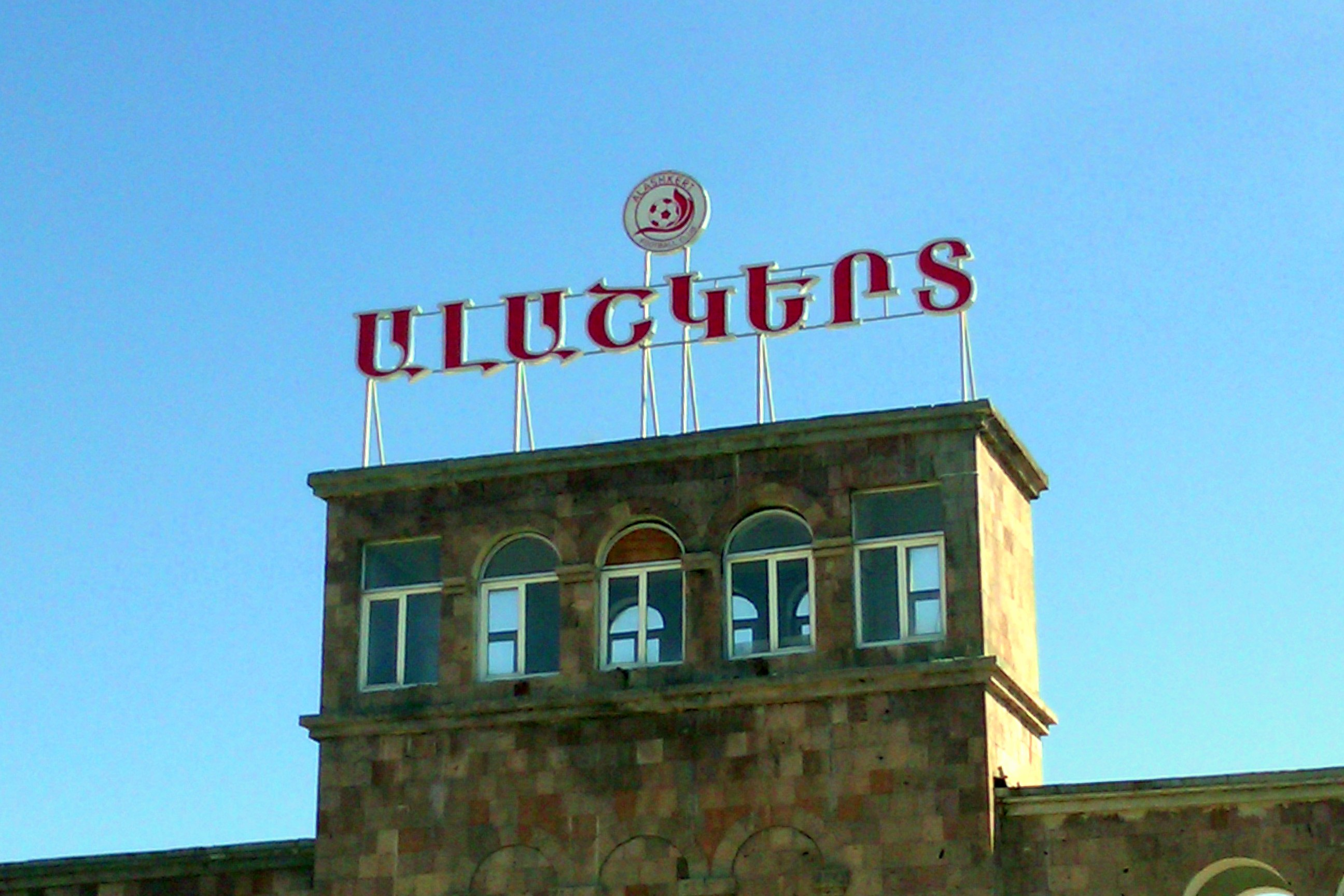
Logo del club a l'entrada de l'estadi.

El club va ser fundat el 1990 a la ciutat de Martuni, essent dissolt al voltant de l'any 2000. El 2011 fou re fundat, retornant al primer nivell del futbol armeni. L'any 2013 es traslladà a la capital del país Erevan.

## Palmarès
- Lliga armènia de futbol: 4
  - 2015/16, 2016/17, 2017/18, 2020/21
- Supercopa armènia de futbol: 1
  - 2016